# Alberto Ducca
Alberto Antonio Ducca (nacido el 20 de octubre de 1934 en Rosario - fallecido en septiembre de 2015) fue un exfutbolista argentino. Se desempeñaba como mediocampista y debutó profesionalmente en Rosario Central.

## Carrera

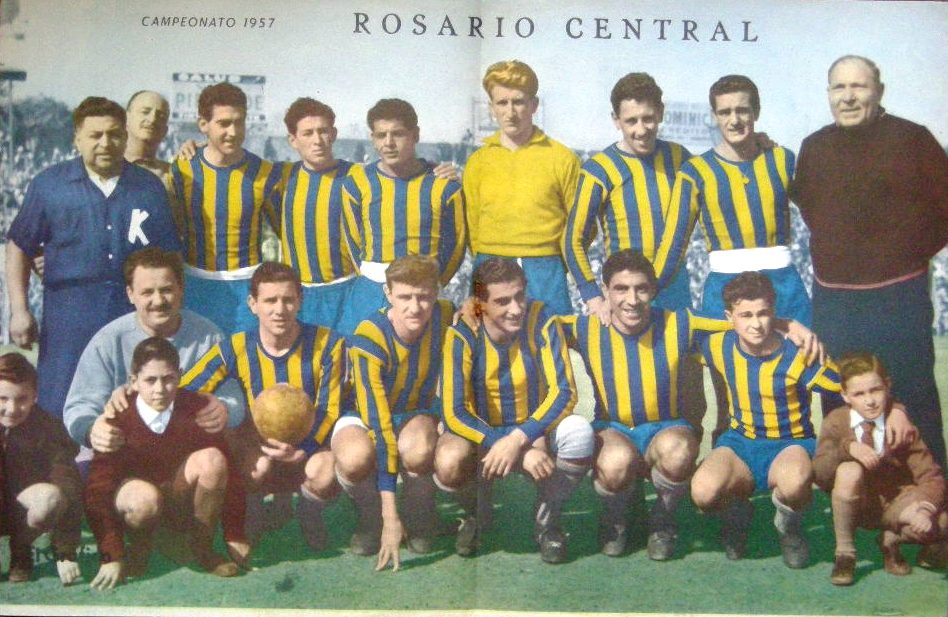
Rosario Central en 1957. Parados: José Minni, Alberto Ducca, Néstor Cardoso, Juan Carlos Bertoldi, José Poi, Juan Carlos Biagioli, Gerónimo Díaz (entrenador); hincados: Osvaldo Colla, Oscar Mottura, Miguel Antonio Juárez, Juan Castro, Ricardo Giménez.

Luego de realizar las divisiones juveniles de Rosario Central, Ducca debutó en el primer equipo el 16 de mayo de 1964, en cotejo válido por la 6.ª fecha del Campeonato de Primera División de ese año y en el que el canalla derrotó 2-1 a Platense 2-1 como local, goles de Oscar Massei y Antonio Gauna. El entrenador del cuadro rosarino era Fermín Lecea.
Ducca se desempeñaba como mediocampista central; en su primer torneo como profesional compartió la línea media con futbolistas como José Minni, Ángel Tulio Zof, Miguel La Rosa. En el Campeonato de Primera División 1955 le marcó un gol a Boca Juniors en el triunfo de su equipo 2-1 el 30 de octubre. Continuó teniendo asidua participación en la alineación titular hasta 1960, su último año en Arroyito. Dejó el club tras haber vestido la casaca auriazul en 88 partidos y marcado 3 goles.
En 1961 jugó el Campeonato de Primera B 1961 para Quilmes, con el que logró el título y el ascenso a Primera División. Al año siguiente pasó a Lanús, disputando también el torneo de segunda división.

## Clubes
| Club            | País      | Año       |
| --------------- | --------- | --------- |
| Rosario Central | Argentina | 1954-1960 |
| Quilmes         | Argentina | 1961      |
| Lanús           | Argentina | 1962      |

## Palmarés
| Equipo  | País      | Título           | Año  |
| ------- | --------- | ---------------- | ---- |
| Quilmes | Argentina | Segunda División | 1961 |